# María Gabriela Hernández
María Gabriela Hernández del Castillo (15 de julio de 1971) es una política venezolana, diputada de la Asamblea Nacional por el circuito 1 del estado Monagas y el partido Voluntad Popular.

## Carrera
María Gabriela es abogada egresada de la Universidad Católica Andrés Bello en 1993 con especializaciones en derecho laboral, derecho mercantil y derecho procesal civil.  Ha sido coordinadora regional del partido Voluntad Popular en el estado Monagas. María Gabriela también se desempeñó como coordinadora regional de la ONG Súmate y vicepresidente de Hernández Machado C.A, empresa encargada de la «la construcción, electrificación» y «mantenimiento de obras civiles en general».
Fue electa como diputada por la Asamblea Nacional por el circuito 1 del estado Monagas en las elecciones parlamentarias de 2015 en representación de la Mesa de la Unidad Democrática (MUD), para el periodo 2016-2021. Según El Periódico de Monagas, en abril de 2015 declaró «que el estado Monagas y el país se encuentran en una crisis humanitaria». 
El 27 de enero de 2017 María Gabriela anunció su renuncia a Voluntad Popular, decisión sustentada a la medida que la suspendió de sus responsabilidades por desconocer la reestructuración que ordenó la tolda naranja en el municipio Maturín por la persecución contra el alcalde Warner Jiménez, coordinador del partido en la capital del estado, en noviembre de 2016. A pesar de lo ocurrido, Hernández también informó que continuaría con las atribuciones conferidas por la Asamblea y que culminaría sus responsabilidades en representación de los Independientes, en vista de las vinculaciones de integrar el partido Primero Justicia. En febrero de 2017 el secretario de Primero Justicia en el estado Monagas, José Antonio Mendoza, anunció que María Gabriela se unió al partido.
Ha sido integrante Comisión de Ambiente, Recursos Naturales y Cambios Climáticos de la Asamblea Nacional, y el 3 de enero de 2021 fue nombrada como su presidente.